# Mother's Finest Live
Mother’s Finest Live is het eerste livealbum van de Amerikaanse band Mother's Finest. De band is onder meer bekend van de nummers Baby love, Piece of the rock en Mickey’s monkey.

## Muzikanten
De band is opgericht aan het begin van de jaren zeventig door het echtpaar Joyce "Baby Jean" Kennedy en Glenn "Doc" Murdock. Tijdens de opnames van dit album bestond de groep uit de volgende personen:
- Joyce "Baby Jean" Kennedy (zang)
- Glenn "Doc" Murdock (zang)
- Barry "B.B. Queen" Borden (drums)
- Mike Keck (keyboards)
- Jerry "Wizzard" Seay (bas)
- Gary "Moses Mo" Moore (gitaar)

## Album
Dit album is uitgebracht op het Epic label. Het is opgenomen tijdens een tournee in januari en februari 1979. De opnames zijn gemaakt met de Fedco Audio Labs Remote Truck, waarmee onder meer ook de opnames zijn gemaakt van Frampton Comes Alive! door Peter Frampton en Absolutely Live door The Doors. De opnames zijn gemixt in de Axis en Appoger Recording Studios in Atlanta, Georgia. De plaat is geproduceerd door  Bobby Colomby, voormalige drummer van Blood, Sweat and Tears, die ook het eerste soloalbum van jazzbassist Jaco Patorius heeft geproduceerd, evenals het album Destiny van The Jacksons. Mother’s Finest Live is in 1979 verschenen als lp met acht tracks, in maart 1989 als cd met tien tracks. Aan de cd zijn twee tracks toegevoegd die eerder bekend zijn geworden door andere bands: Somebody to love van Jefferson Airplane en Magic carpet ride van Steppenwolf. De volgorde van de nummers op de langspeelplaat en de compact disc verschilt sterk.

## Muziek
De band speelt een mengeling van harde rockmuziek, funky ritmes en soul. Ze spelen meest stevige rocknummers  zoals Baby Love en Mickey ‘s monkey, afgewisseld met ballads zoals Love Changes. De meeste nummers zijn door de band zelf geschreven maar op dit album staan ook een aantal nummers die door anderen zijn geschreven. Love changes is geschreven door de Amerikaanse songwriter Skip Scarborough, die ook nummers heeft geschreven voor Earth, Wind & Fire, George Benson en anderen. Mickey’s monkey is geschreven door Holland-Dozier-Holland, die veel schreven voor het soullabel Tamla Motown. Het liedje is in 1963 voor het eerst uitgebracht door Smokey Robinson and the Miracles.
Op de lp staan de volgende nummers:

| Nr. | Titel                                                  | Duur |
| --- | ------------------------------------------------------ | ---- |
| 1.  | Baby love (Mother’s Finest)                            | 4:31 |
| 2.  | Can’t fight the feeling (Mother’s Finest)              | 4:25 |
| 3.  | Mickey’s monkey (B. Holland, L. Dozier and E. Holland) | 5:54 |
| 4.  | Love changes (Skip Scarborough)                        | 6:25 |

| Nr. | Titel                                   | Duur |
| --- | --------------------------------------- | ---- |
| 1.  | Watch my stylin’ (Mother’s Finest)      | 4:32 |
| 2.  | Don’t wanna come back (Mother’s Finest) | 3:26 |
| 3.  | Fire (Mother’s Finest)                  | 4:03 |
| 4.  | Give you all the love (Mother’s Finest) | 6:19 |

Op de cd staan de volgende nummers, in deze volgorde.
| Nr. | Titel                                                 | Duur |
| --- | ----------------------------------------------------- | ---- |
| 1.  | Somebody to love (D. Slick)                           | 5:55 |
| 2.  | Fire (Mother’s Finest)                                | 4:10 |
| 3.  | Mickey’s monkey (B. Holland, L. Dozier en E. Holland) | 6:03 |
| 4.  | Give you all the love (Mother’s Finest)               | 6:30 |
| 5.  | Baby love (Mother’s Finest)                           | 4:13 |
| 6.  | Magic carpet ride (J. Kay, R. Moreve)                 | 5:11 |
| 7.  | Love changes (S. Scarborough)                         | 5:21 |
| 8.  | Watch my stylin’ (Mother’s Finest)                    | 4:46 |
| 9.  | Don’t wanna come back (Mother’s Finest)               | 3:28 |
| 10. | Can’t fight the feeling (Mother’s Finest)             | 4:34 |